# Sciaphylax
Genre
Sciaphylax est un genre monotypique de passereaux de la famille des Thamnophilidae. Il comprend deux espèces d'alapis.

## Taxonomie
En 2018 le congrès ornithologique international  a séparé le genre Sciaphylax  du genre Myrmeciza après une étude de phylogénétique moléculaire par Isler, Bravo & Brumfield qui a montré la paraphylie de ce dernier.

## Répartition
Ce genre se trouve à l'état naturel en Amazonie,.

## Liste des espèces
Selon la classification de référence du Congrès ornithologique international (version 8.1, 2018) :
- Sciaphylax castanea (Zimmer, JT, 1932) — Alapi de Zimmer, Alapi à queue rousse
  - Sciaphylax castanea castanea (Zimmer, JT, 1932)
  - Sciaphylax castanea centunculorum (Isler, ML et al., 2002)
- Sciaphylax hemimelaena (Sclater, PL, 1857) — Alapi rougequeue
  - Sciaphylax hemimelaena hemimelaena (Sclater, PL, 1857)
  - Sciaphylax hemimelaena pallens (von Berlepsch & Hellmayr, 1905)